# Blechnum lherminieri
Blechnum lherminieri là một loài thực vật có mạch trong họ Blechnaceae. Loài này được (Bory) C. Chr. mô tả khoa học đầu tiên năm 1905.